# Krater Łohojski
Krater Łohojski – krater uderzeniowy znajdujący się w pobliżu białoruskiego miasta Łohojsk. 
Wiek krateru oceniany jest na 42,3 ± 1,1 miliona lat (eocen). Średnica krateru to 15 kilometrów. Nie jest on widoczny na powierzchni, skały przekształcone wskutek uderzenia wydobyto dzięki wierceniom.